# Hydnophora pilosa
Hydnophora pilosa är en korallart som beskrevs av Veron 1985. Hydnophora pilosa ingår i släktet Hydnophora och familjen Merulinidae. IUCN kategoriserar arten globalt som livskraftig. Inga underarter finns listade i Catalogue of Life.